# Austroterobiinae
La sottofamiglia degli Austroterobiinae Bouček, 1988, è un piccolo raggruppamento di insetti della famiglia degli Pteromalidi (Hymenoptera Chalcidoidea) comprendente specie parassitoidi.

## Biologia
Si hanno poche informazioni sulla biologia di questa sottofamiglia. Due specie del genere Austroterobia, scoperte recentemente in Africa e in India, sarebbero associate a Rincoti Margaroridi del genere Icerya, rispettivamente sul caffè e su un'anacardiacea asiatica.

## Sistematica
La sottofamiglia comprende due soli generi:
- Austroterobia, descritto per la prima volta nel 1938 da GIRAULT, comprende tre sole specie, di cui due di recente identificazione.
- Teasienna, comprende una sola specie, descritta nel 2004.